# 管碧玲
管 碧玲（かん へきれい、グアン ビーリン、1956年〈民国45年〉12月9日 - ）は、中華民国（台湾）の政治家。海洋委員会主任委員。民主進歩党所属の元立法委員。

## 経歴
2000年から高雄市政府の新聞処長、文化局長を4年間務めた。2004年の第6回立法委員選挙で立候補するため、高雄市政府を辞職。高雄市第一選挙区から出馬し、初当選した。
2008年の第7回立法委員選挙では、選挙区の再編により高雄市第二選挙区から再選、2012年の第8回立法委員選挙でも再選された。
2023年1月31日、第2次蘇貞昌内閣の総辞職により陳建仁内閣で海洋委員会主任委員に任命され、立法委員を辞職した。
2024年5月20日に発足する卓栄泰内閣でも留任することが決まった。

## 選挙記録
| 年度 | 選挙               | 選挙区                     | 所属政党   | 得票数    | 得票率 | 当選         | 注釈 |
| ---- | ------------------ | -------------------------- | ---------- | --------- | ------ | ------------ | ---- |
| 2004 | 第6回立法委員選挙  | 高雄市第一選挙区           | 民主進歩党 | 46,651    | 12.83% |              |      |
| 2008 | 第7回立法委員選挙  | 高雄市第二選挙区           | 民主進歩党 | 65,604    | 50.54% | 選挙区再編   |      |
| 2012 | 第8回立法委員選挙  | 高雄市第五選挙区           | 民主進歩党 | 92,043    | 55.75% | 選挙区名変更 |      |
| 2016 | 第9回立法委員選挙  | 高雄市第五選挙区           | 民主進歩党 | 88,506    | 59.44% |              |      |
| 2020 | 第10回立法委員選挙 | 全国不分区及び僑居国外国民 | 民主進歩党 | 4,811,241 | 33.98% |              |      |